# 계고 (법)
|                        |
| 행정행위               |
| 행정행위의 분류        |
| 법률행위적 행정행위    |
| 하명 · 허가            |
| 면제 · 특허            |
| 대리 · 인가            |
| 준법률행위적 행정행위  |
| 확인행위 · 공증행위    |
| 통지행위 · 수리행위    |
| 성립요건               |
| 주체 · 내용            |
| 절차 · 형식            |
| 행정행위의 부관의 종류 |
| 조건 · 기한            |
| 부담 · 취소권 유보     |
| 법률효과의 일부배제    |

계고(戒告)는 통지(通知)인 준법률행위적 행정행위(行政行爲)이다. 대집행 전에 대집행 사실을 문서로 알리는 것을 말한다.

## 법적성질
대집행의 계고는 준법률행위적 행정행위로서 의사의 통지에 해당하며, 따라서 위법한 계고에 대하여는 항고소송을 제기할 수 있다.

## 계고의 방식
대집행의 계고는 상당한 이행기한을 정하여 문서로써 하여야 한다. 여기서 상당한 기간이란 사회통념상 이행이 필요한 기간을 의미하고, 문서가 아닌 구두에 의한 계고는 무효이다.

## 계고의 내용
계고를 함에 있어서는 의무자가 이행하여야 할 행위와 그 의무 불이행시 대집행할 행위의 내용 및 범위가 구체적으로 특정되어야 한다.

## 조문
비상시 또는 위험이 절박한 경우에 있어서 당해 행위의 급속한 실시를 요하여 계고를 취할 여유가 없을 때에는 계고를 거치지 아니하고 대집행을 할 수 있다. (행정대집행법 제3조 제3항)

## 판례
- 행정청이 대집행의 계고를 함에 있어서 의무자가 이행하여야 할 행위와 그 의무불이행시 대집행할 행위의 내용과 범위가 특정되어야 하지만, 그것은 반드시 대집행계고서에 의하여서만 특정되어야 하는 것은 아니다.[1]

- 계고서라는 명칭의 한 장의 문서로서 일정기간 내에 위법건축물의 자진철거를 명함과 동시에 그 소정기간 내에 자진철거를 하지 아니할 때에는 대집행할 뜻을 미리 계고한 경우라도 건축법에 의한 철거명령과 행정대집행법에 의한 계고처분은 독립하여 있는 것으로서 각 그 요건이 충족되었다고 볼 것이다.[2]

- 계고처분 후 장기간 진행하지 않고 있다고 별도의 계고서를 통해 계고처분을 한 경우, 이는 별도의 계고처분이 아니고 건물철거 독촉이나 대집행기한 연기 등의 사실상 통지행위이다.[3]

- 대집행의 계고행위는 행정소송법 소정의 처분에 포함되므로 계고처분 자체에 위법이 있는 경우에도 항고소송의 대상이 된다.[4]

- 행정청이 행정대집행법 제3조 제1항에 의한 대집행계고를 함에 있어서는 의무자가 스스로 이행하지 아니하는 경우에 대집행할 행위의 내용 및 범위가 구체적으로 특정되어야 하지만, 그 행위의 내용 및 범위는 반드시 대집행계고서에 의하여서만 특정되어야 하는 것이 아니고 계고처분 전후에 송달된 문서나 기타 사정을 종합하여 행위의 내용이 특정되거나 대집행 의무자가 그 이행의무의 범위를 알 수 있으면 족하다[5]

- 시장이 무허가건물소유자인 원고들에게 일정기간까지 철거할 것을 명함과 아울러 불이행할 때에는 대집행한다는 내용의 철거대집행계고처분을 고지한 후 원고들이 불응하자 다시 2차 계고서를 발송하여 일정기간까지의 자진철거를 촉구하고 불이행하면 대집행을 한다는 뜻을 고지하였다면 원고들의 행정대집행법상의 건물철거의무는 제1차 철거명령 및 계고처분 으로서 발생하였고 제2차의 계고처분은 원고들에게 새로운 철거의무를 부과하는 것이 아니고 다만 대집행기한의 연기통지에 불과하므로 행정처분이 아니다[6].

## 같이 보기
- 행정대집행
- 행정대집행법